# Burnet (Texas)
Burnet (Aussprache [ˈbɜrnɪt]) ist der Sitz der Countyverwaltung des Burnet County im Bundesstaat Texas der Vereinigten Staaten. Das U.S. Census Bureau hat bei der Volkszählung 2020 eine Einwohnerzahl von 6436 ermittelt.

## Geographie
Die 17,7 km² große Stadt liegt etwas südöstlich des geografischen Zentrums von Texas und nahezu zentral im County, 75 Kilometer nordwestlich von Austin.

## Geschichte
Die ersten aus Europa eingewanderten Menschen siedelten hier bereits 1849. Die Stadt wurde 1852 unter dem Namen Hamilton gegründet, nach John Hamilton, einem der ersten Siedler dieses Ortes. Im gleichen Jahr wurde auch das Burnet County gebildet sowie das erste Bezirksgerichtsgebäude erbaut, das Burnet Courthouse, in dem ebenfalls das erste Postbüro eröffnet wurde.
1857 lebten 35 Menschen in dem Ort und 1858 wurde Hamilton in Burnet umbenannt. Der nächste nennenswerte Populationsboom fand erst 1882 statt, als der Ort Anschluss an die Austin and Northwestern Railroad erhielt. Danach entwickelte sich Burnet zum Handelszentrum dieser Gegend. Das Stadtrecht erhielt der Ort 1933.

## Demographie
Nach der Volkszählung im Jahr 2000 lebten hier damals 4735 Menschen in 1661 Haushalten und 1114 Familien. Die Bevölkerungsdichte betrug 267,7 Einwohner pro km². Ethnisch betrachtet setzte sich die Bevölkerung zusammen aus 83,80 % weißer Bevölkerung, 5,32 % Afroamerikanern, 1,20 % amerikanischen Ureinwohnern, 0,49 % Asiaten, 0,04 % Bewohnern aus dem pazifischen Inselraum und 7,77 % aus anderen ethnischen Gruppen. Etwa 1,37 % waren gemischter Abstammung und 18,97 % der Bevölkerung waren spanischer oder lateinamerikanischer Abstammung.
Von den 1661 Haushalten hatten 31,7 % Kinder unter 18 Jahre, die im Haushalt lebten. 49,3 % davon waren verheiratete, zusammenlebende Paare. 14,1 % waren allein erziehende Mütter und 32,9 % waren keine Familien. 28,8 % aller Haushalte waren Singlehaushalte und in 16,4 % lebten Menschen, die 65 Jahre oder älter waren. Die Durchschnittshaushaltsgröße betrug 2,46 und die durchschnittliche Größe einer Familie belief sich auf 3,00 Personen.
23,9 % der Bevölkerung waren unter 18 Jahre alt, 9,5 % von 18 bis 24, 29,9 % von 25 bis 44, 17,8 % von 45 bis 64, und 18,8 % die 65 Jahre oder älter waren. Das Durchschnittsalter war 37 Jahre. Auf 100 weibliche Personen aller Altersgruppen kamen 74,9 männliche Personen. Auf 100 Frauen im Alter von 18 Jahren und darüber kamen 68,6 Männer.

Das jährliche Durchschnittseinkommen eines Haushalts betrug 27.093 USD, das Durchschnittseinkommen einer Familie 37.604 USD. Männer hatten ein Durchschnittseinkommen von 25.663 USD gegenüber den Frauen mit 17.163 USD. Das Prokopfeinkommen betrug 13.749 USD. 14,7 % der Bevölkerung und 11,8 % der Familien lebten unterhalb der Armutsgrenze. Davon waren 18,1 % Kinder und Jugendliche unter 18 Jahren und 15,2 % waren 65 oder älter.

## Persönlichkeiten
- Andrew Moses (1874–1946), Generalmajor der United States Army